# Gespa artificial

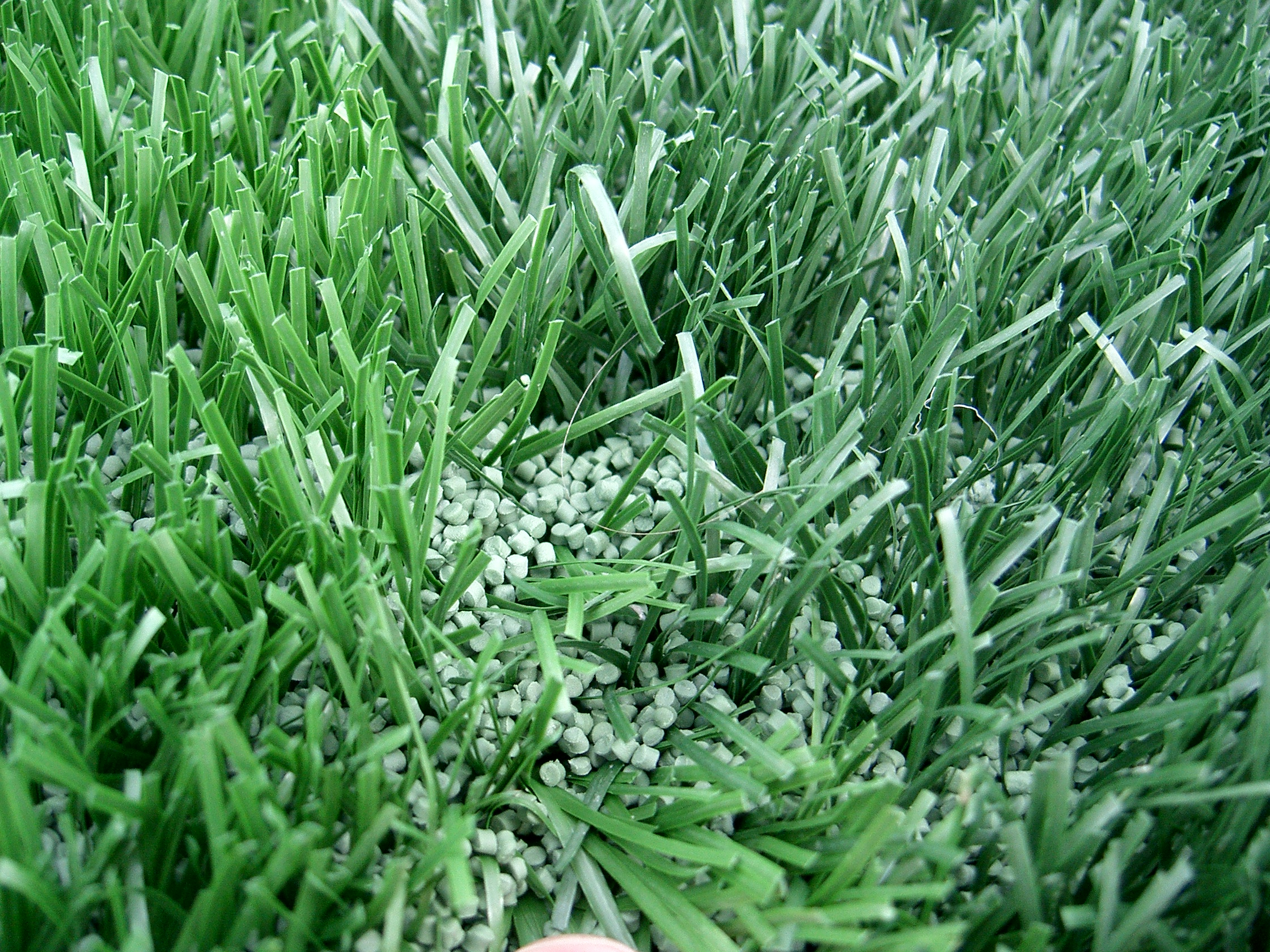
Gespa artificial moderna

La gespa artificial o gespa sintètica, és un material industrial que s'assembla a la gespa natural però és fabricada amb materials sintètics. Actualment és molt freqüent el seu ús, majoritàriament es fa servir en terrenys esportius en els quals antigament hi havia gespa natural.

## Anys 60 i anys 70
La primera gespa artificial es va utilitzar el 1965, quan va ser instal·lada a l'estadi Astrodome, construït a Houston, Texas. El producte es va fer popular i el seu ús va arribar a ser extens als anys 70. Va ser instal·lat en estadis coberts i també en estadis a l'aire lliure, fent-se servir per camps de beisbol i el futbol americà, es feia servir als EUA i al Canadà.
Els estadis es construïen molts cops coberts, el que els obligava fer servir la gespa artificial. Quan els estadis es van convertir en espais multidisciplinaris, el que exigia la instal·lació d'un paviment simètric. Alguns estadis a l'aire lliure van apostar per jugar en superfícies artificials, ho van fer degut al cost del manteniment.

## Anys 80 i anys 90
A la dècada de 1980, alguns clubs de futbol d'Europa van instal·lar gespa artificial als seus estadis. Altres clubs la gespa artificial va agafar mala reputació entre els jugadors i els aficionats, aquesta mala reputació va ser creada perquè la gespa no era especialment dissenyada per al futbol.
En aquells anys la gespa artificial era més dura que la gespa natural. En els anys 80 i 90 s'afirmava que la gespa artificial causava més lesions i més greus que la gespa natural. L'ús de la gespa artificial va ser prohibida per la FIFA, la UEFA i moltes altres associacions nacionals de futbol. Així que tots els clubs van instal·lar la gespa natural als seus estadis.
Però la gespa continuà el seu important desenvolupament, les tecnologies relacionades continuaren desenvolupant-se, van aparèixer noves fibres, nous materials. La labor d'investigació i desenvolupament va ser intensa i amb èxits parcials, però la gran revolució es produiria a principis d'aquesta dècada.

## Segle XXI
A principis del segle xxi, les superfícies artificials es van desenvolupar més al perdre reputació, van fer servir sorra i cautxú per millorar-la. Aquest desenvolupament l'anomenem "nova generació", o "tercera generació" de la gespa artificial. Són superfícies indistingibles de la gespa natural des de qualsevol distància.
Molts clubs que feien servir la gespa artificial han instal·lat la gespa artificial per a instal·lacions d'entrenament o per a categories inferiors, mentre que alguns clubs que seguien amb la gespa natural estan indecisos de si mantenir la gespa natural o no. Les institucions governants del futbol, ajudant a millorar l'esport dels clubs europeus en trobar la millor superfície per jugar i reduir els costs de manteniment està adaptant la gespa artificial com una superfície adequada des de 2005.

## Qualitat per al futbol
La Federació Internacional ha publicat una gespa estàndard, una vegada el producte ofereixi unes qualitats i garanties adequades, tenint en compte: el bot de la pilota, la rodadura d'aquesta, la capacitat d'absorció dels impactes, la resistència a l'esforç de torsió... Pràcticament homogènia a les qualitats del producte: pes de fibra, pes total, altures o composicions de les fibres deixen de ser importants en el desenvolupament del joc.
Actualment la gespa que es fa servir és polietilè amb fibres de més de 5 cm. de llarg. La manta es compon d'una una capa de 4 cm. de grànuls de terra i de cautxú, que manté les fibres verticals. La majoria de gespa artificial per als camps de futbol utilitzen aquesta tecnologia aprovada per la FIFA.
Depenent del fabricant, trobem diferències: petites variacions d'altura, en la forma de la fibra, en el seu pes o densitat...
L'important esforç en les investigacions d'aquestes qualitats donarà fruit en el futur per fer millores en el producte.

## Altres usos
Des dels anys 90 l'ús de la gespa artificial es va estendre a l'economia domèstica, a més que la plantació de gespa natural requereix treball i esforç per a una correcta conservació; també requereix un gran consum d'aigua. Aquest fet ha provocat l'aparició de la gespa artificial.
La gespa artificial requereix menys cost econòmic, i dona una bellesa molt similar al de la gespa natural.